# بنجامين بومان
بنجامين بومان (بالإنجليزية: Benjamin Bowman)‏ هو عازف كمان أمريكي، ولد في 20 سبتمبر 1979 في أوربانا في الولايات المتحدة.

## وصلات خارجية
- الموقع الرسمي